# Blaise Senghor
Pour les articles homonymes, voir Senghor.
Blaise Senghor est un cinéaste sénégalais, né le 30 mai 1932 à Joal et mort le 6 octobre 1976 à Paris 15e. Il a occupé de hautes fonctions auprès de l'UNESCO et dans plusieurs manifestations internationales.

## Biographie
Blaise Senghor est le neveu du président Léopold Sédar Senghor et le fils de René Senghor et Hélène Conté,,. De 1958 à 1960, il fait ses études de cinéma à l'Institut des hautes études cinématographiques (IDHEC).
En 1962, son film Le Grand Magal de Touba remporte l'Ours d'argent du court-métrage lors du Festival de Berlin.
Il est ensuite ambassadeur délégué permanent du Sénégal auprès de l'UNESCO puis vice-président du Conseil exécutif de l'UNESCO.
Blaise Senghor est mort en 1976 à Paris, à l'âge de 44 ans.
Un centre culturel de Dakar porte son nom : le centre culturel Blaise Senghor.